# Dieter Nickles

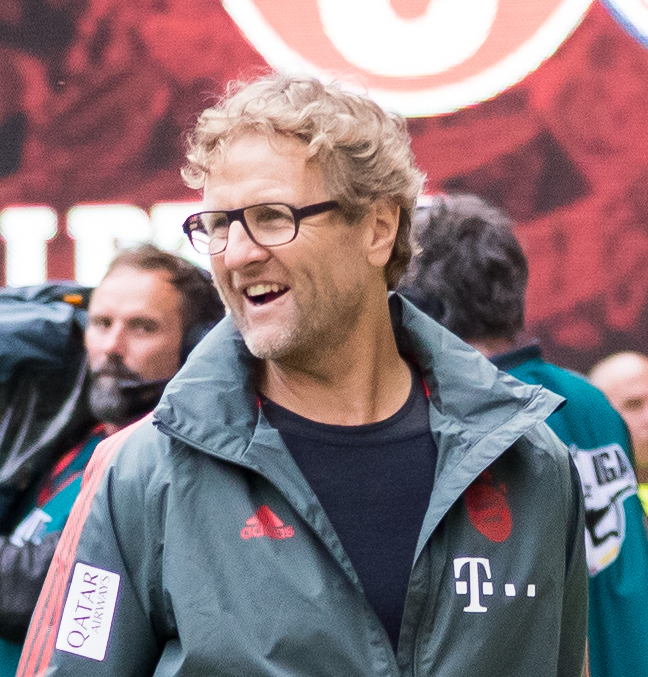
Dieter Nickles (2019)

Dieter Nickles (* 1. März 1963 in Bamberg) ist ein deutscher Sportjournalist. Er ist seit Juli 2016 Pressesprecher des FC Bayern München.

## Leben
Der Diplom-Sportwissenschaftler studierte in München an der TU und in Köln an der Deutschen Sporthochschule. Er begann seine journalistische Laufbahn als Redakteur und Kommentator beim Münchener Fernsehsender Tele 5. Im Juli 1990 wechselte er zu SAT 1, gehörte dort der Sportredaktion an und moderierte ab 1992 zunächst die Sport-Nachrichtensendung „dran“ sowie später die Sendung ran.
In der Folgezeit ging er zum DSF, bevor er ab 1999 für Premiere und Sky bei der Übertragung von Fußballspielen der Bundesliga und der Champions League eingesetzt war. Seit 2012 moderiert er auch für den Internetkanal fcb.tv auf der offiziellen Internetpräsenz des FC Bayern München. Nickles ist zudem Geschäftsführer der Firma „Sports & Brands“.
Im Juli 2016 wurde er als Nachfolger von Markus Hörwick zum Pressesprecher beim FC Bayern München benannt.